# Xiangfeng Zhen
Xiangfeng Zhen (kinesiska: 翔凤镇) är en köping i Kina. Den ligger i provinsen Hubei, i den centrala delen av landet, omkring 480 kilometer väster om provinshuvudstaden Wuhan. Antalet invånare är 94270. Befolkningen består av 47 485 kvinnor och 46 785 män. Barn under 15 år utgör 17,0 %, vuxna 15-64 år 74 %, och äldre över 65 år 7,0 %.
Genomsnittlig årsnederbörd är 1 681 millimeter. Den regnigaste månaden är maj, med i genomsnitt 292 mm nederbörd, och den torraste är december, med 20 mm nederbörd.